# Museo de Trajes de Papel
El Museo de los Trajes de Papel es un museo ubicado en Mollerusa y que destaca por su colección de trajes hechos en papel. 

## Historia
Desde mediados del XX, en Mollerusa se celebra anualmente el Concurso Nacional de Trajes de Papel. Con el tiempo, se fue configurando una pequeña colección con algunos de los trajes más destacados, que se expusieron alguna vez en el Teatro de la Amistad, espacio en el que tradicionalmente se había celebrado el concurso y donde comenzó la tradición. En 1998 el Ayuntamiento del municipio empezó a encargarse de la gestión del teatro, del concurso y de los trajes, y al poco tiempo la colección se ubicó en las Galerías Sant Jordi, con la voluntad de convertirse en un museo. En 2009 se inauguró el edificio actual del museo y el museo como tal, coincidiendo con la edición de ese año del concurso de trajes. El edificio se ubicó junto al teatro.

## Colección
La colección expuesta de forma permanente consta de más de 80 vestidos, y también se explica la historia del concurso y sus inicios. Ésta crece anualmente con los trajes más destacados de la edición de cada concurso.  También realiza exposiciones temporales, a menudo de artistas locales.